# Ленинский район (Москва)
Ленинский район — бывший район в Москве. Располагался от Красной площади до юго-западной части Ломоносовского проспекта узкой полосой, вытянутой в сторону Ленинских гор.

## Описание
Район получил имя в честь Владимира Ленина.
Общая площадь — 1382 га. Площадь зелёного массива — 845 га, в состав входили: Александровский сад, скверы на Девичьем поле и Усачёвой улице, Лужники, Ленинские горы. Водная поверхность 197 га, в том числе Новодевичий пруд. Количество жителей на 1978 год — 130 000 чел..
Главные дороги: улицы Волхонка, Кропоткинская, Метростроевская, Большая Пироговская, проспекты Комсомольский и Университетский.
Здание райисполкома находилось по адресу: Кропоткинская улица, дом 14, здание районного комитета КПСС: Кропоткинская улица, дом 17.

## История
Земля застроена к XIX в. Район образован в 1930 году. В 1968 году расширен.
Во время революции 1917 года здесь проходили кровавые бои. С марта 1918 года по май 1923 года Ленин работал в Кремле, здесь находилась резиденция Советского правительства. 
Во время Великой Отечественной войны здесь сформирована 1-я Московская дивизия народного ополчения.
Площадь жилищного фонда в 1978 году — 24 398 000 м2.
В районе находилось 30 рабочих производств (завод «Каучук», шёлкоткацкий комбинат «Красная Роза», шёлковый комбинат имени Я. М. Свердлова, предприятия машиностроения и строительной индустрии); 60 научно-исследовательских институтов, 8 вузов (МГУ, 1-й и 2-й Медицинские институты, Педагогический институт иностранных языков, МГПИ имени В. И. Ленина, Институт тонкой химический технологии, Экономико-статистический институт, МГИМО); Академия художеств СССР, Всесоюзная книжная палата, Академия педагогических наук СССР, 28 школ, 54 дошкольных образования, 9 больниц, 32 поликлиники, 93 продуктовых и 52 промышленных магазина, 7 универмагов, 305 точек общепита, культурные организации (Кремлёвский Дворец съездов, Центральный музей В. И. Ленина, Исторический музей, Музей изобразительных искусств); музеи А. С. Пушкина, Л. Н. Толстого, А. И. Герцена; Центральная детская библиотека имени А. П. Гайдара, 29 библиотек, 5 кинотеатров, 20 домов культуры, Центральный стадион имени В. И. Ленина в Лужниках, стадион «Буревестник», плавательные бассейны «Москва», «Чайка».